# Tàn Tuyết

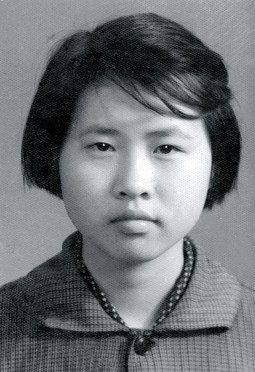
Tàn Tuyết

Đặng Tiểu Hoa (tiếng Trung: 邓小华; bính âm: Dèng Xiǎohuá; sinh ngày 30 tháng 5 năm 1953), được biết đến nhiều hơn với bút danh Tàn Tuyết (tiếng Trung: 残雪; bính âm: Cán Xuě), là một nhà văn tiểu thuyết và nhà phê bình văn học tiên phong của Trung Quốc. Gia đình bà bị bức hại nặng nề sau khi cha bà bị coi là cánh hữu trong Chiến dịch chống cánh hữu năm 1957. Các tác phẩm của bà, phần lớn là truyện ngắn, phá vỡ chủ nghĩa hiện thực của các nhà văn Trung Quốc hiện đại trước đó. Bà cũng đã viết tiểu thuyết, tiểu thuyết ngắn và phê bình văn học về tác phẩm của Dante, Jorge Luis Borges và Franz Kafka. Tàn Tuyết được mô tả là "tác giả nổi bật nhất của Trung Quốc về tiểu thuyết thực nghiệm", và một số tiểu thuyết của bà đã được dịch và xuất bản bằng tiếng Anh.